# هالیوود (لس آنجلس)

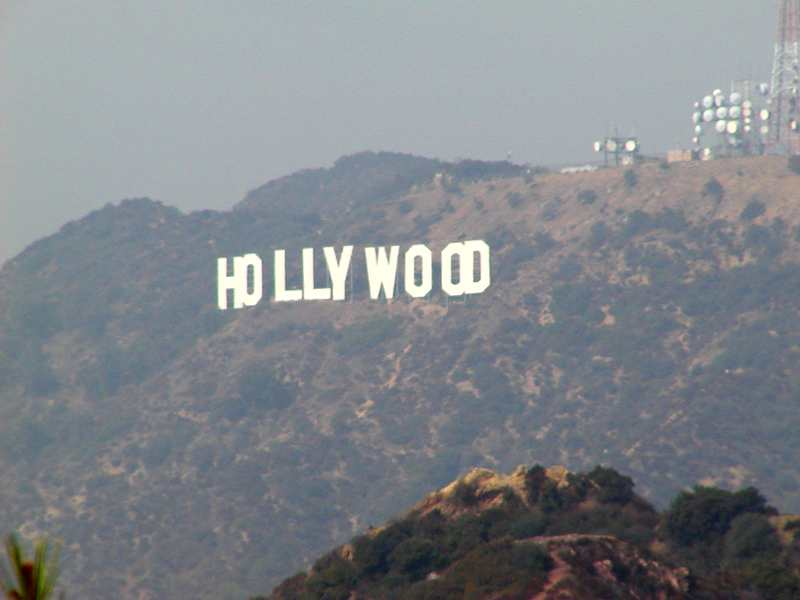
نشان هالیوود در هالیوود هیلز

هالیوود (به انگلیسی: Hollywood)  ناحیه‌ای در شمال غربیِ مرکز شهر لس آنجلس، بزرگ‌ترین شهر ایالت کالیفرنیا در آمریکا است. هالیوود به خاطر شهرت و هویت فرهنگی‌اش به عنوان مرکز تاریخی استودیوهای فیلم‌سازی شناخته‌شده‌ و مصداقی از «صنعت سینما و تلویزیون ایالات متحده آمریکا» محسوب می‌شود. امروزه بسیاری از شرکت‌های فیلم‌سازی در مناطقی مثل بِربَنک و وِست ساید پراکنده شده‌اند، ولی صنایع فرعی مهمی مانند تدوین، جلوه‌های ویژه و بصری، تجهیزات فیلم‌برداری و کمپانی‌های نور در هالیوود باقی مانده‌اند.
بسیاری از سالن‌های تئاتر تاریخی هالیوود، برای کنسرت‌ها، تئاتر‌های مهم و میزبانی مراسم سالیانه آکادمی اسکار مشغول به کار می‌شوند. هالیوود قطب گردشگری ایالت کالیفرنیا و خانه‌ای برای کسانی است که قدم در راهِ شهرت می‌گذارند.
مرزی را که دولت در اوت ۲۰۰۶ برای هالیوود در نظر گرفت، از شرق تا ناحیهٔ بورلی هیلز و هالیوود غربی، از جنوب جاده مالهالند، دره لورل و همچنین بلوار بارهام و در آخر از شمال شهرهای بربنک و گلندِیل به خیابان مل رز منتهی می‌شود.
هالیوود به عنوان بخشی از شهر لس آنجلس، شهرداری یا فرمانداری ندارد ولی مأموری رسمی دارد که به عنوان شهردار افتخاری، برای مراسمات تشریفاتی مورد استفاده قرار می‌گیرد.

## تاریخ
)در سال ۱۸۵۳میلادی یک کلبه خشتی بر جایی قرار گرفت که بعدها تبدیل به هالیوود شد. با شروع سال ۱۸۷۰میلادی یک انجمن زراعتی با محصولات غنی شکل گرفت.

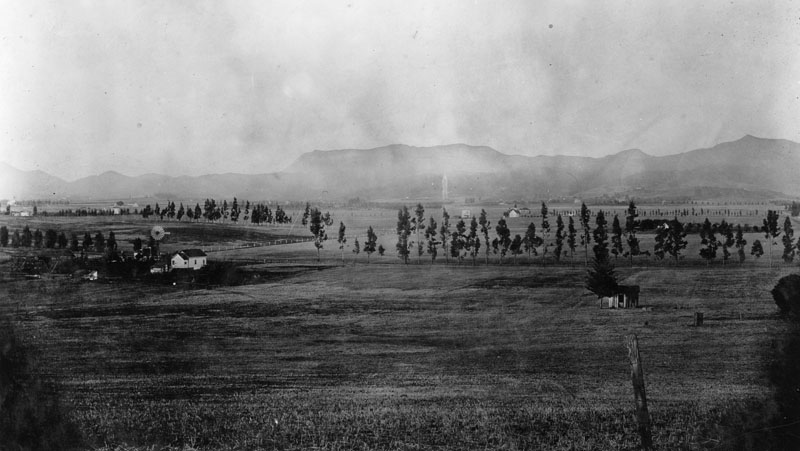
هالیوود در سال ۱۸۵۵

از لحاظ واژه‌شناسی نام هالیوود از دو بخش به معنای چوب درخت راش تشکیل شده‌است. درخت راش که با خوشه‌های قرمز روشن تمام تپه‌های منطقه را می‌پوشاند و خوشه‌های آن در زمستان می‌ریزد. اما نکته جالب اینجاست که در این منطقه تعداد بسیار اندکی درخت راش وجود دارد؛ که خود این نوعی نکته منحرف‌کننده برای جستجوگران حقیقت هالیوود است؛ نام هالیوود توسط اچ.جی.هایلی که پدر هالیوود است، انتخاب شد. او و همسرش جی‌جی Gigi این نام را در ماه عسل‌شان مطرح کردند.
با شروع قرن بیستم، هالیوود متشکل از انجمنی به نام کاهانگا (به انگلیسی: Cahuenga) یک اداره پست، یک روزنامه، یک هتل و دو سوپرمارکت بزرگ همراه جمعیتی حدود ۵۰۰ نفر بود.
در سال ۱۹۰۳ فروش مشروبات الکلی در هالیوود ممنوع بود و تنها داروخانه‌ها اجازه فروش داشتند. همچنین عبور دادن گله‌ها در خیابان‌ها ممنوع شد.

### هالیوود و صنعت سینما
آغاز سال ۱۹۱۰ دی. گریفیث، کارگردان همراه گروهی از بازیگرانش همانند بلانش سوئیت، لیلین گیش، مری پیکفورد، لیونل باریمور و دیگران توسط کمپانی بیوگراف به ساحل غربی فرستاده شدند. آن‌ها در جایی نزدیک خیابان جورجیا در مرکز شهر لس انجلس شروع به فیلمسازی کردند و کمپانی تصمیم گرفت محدوده‌های جدیدی را بیابد و به سمت شمال، دهکده‌ای در نزدیکی هالیوود رفت که ساکنین آنجا گروه فیلم‌سازی کمپانی را دوستانه پذیرفتند. سپس گریفیث اولین فیلمی را که در هالیوود ساخته شد فیلمبرداری کرد: «در کالیفرنیای قدیمی». ملودرامی دربارهٔ بخش اشغال شده کالیفرنیا توسط مکزیکی‌های لاتین زبان در قرن نوزدهم بود. کمپانی ماه‌ها آنجا اقامت کرد و پیش از بازگشت به نیویورک چندین فیلم ساخت. بعد از شنیدن دربارهٔ این مکان شگفت‌انگیز، در سال ۱۹۱۳ فیلم‌سازان بسیاری برای فیلم ساختن به غرب رفتند. اولین فیلم برجسته ساخته شده در هالیوود در سال ۱۹۱۴ با کارگردانی سیسیل بی. دمیل به نام «مرد زن نما» بود. تمام فیلم‌هایی که بین سال‌های ۱۹۰۸ تا ۱۹۱۳ در هالیوود ساخته شده بودند سوژه‌های کوتاه بودند. با این فیلم صنعت فیلم‌سازی هالیوود متولد شد. در خلال جنگ جهانی اول هالیوود تبدیل به پایتخت سینمایی جهان شد. قدیمی‌ترین کمپانی فیلم‌سازی هالیوود که هنوز هم در آمریکا فعالیت دارد توسط ویلیام هورسلی بنا شد که نامش «آزمایشگاه فیلم هالیوود» Hollywood Film Laboratory بود و امروزه به «آزمایشگاه دیجیتال هالیوود» Hollywood Digital Laboratory تغییر نام داده‌ است.

### هالیوود مدرن
در ۲۲ ژانویه ۱۹۴۷، اولین ایستگاه تلویزیونی تبلیغاتی غرب رودخانه می‌سی‌سی‌پی در هالیوود شروع به کار کرد. در دسامبر همان سال، اولین فیلم تولید شده هالیوود برای تلویزیون به نام مدعی العموم ساخته شد. در دهه ۵۰، استودیوهای ضبط موسیقی به هالیوود نقل مکان کردند. حرفه‌های دیگر هم به جاهای متفاوتی در لس آنجلس بخصوص بربانک نقل مکان کردند. بسیاری از صنایع فیلمسازی در هالیوود باقی ماندند و ظاهر خارجی منطقه تغییر کرد.

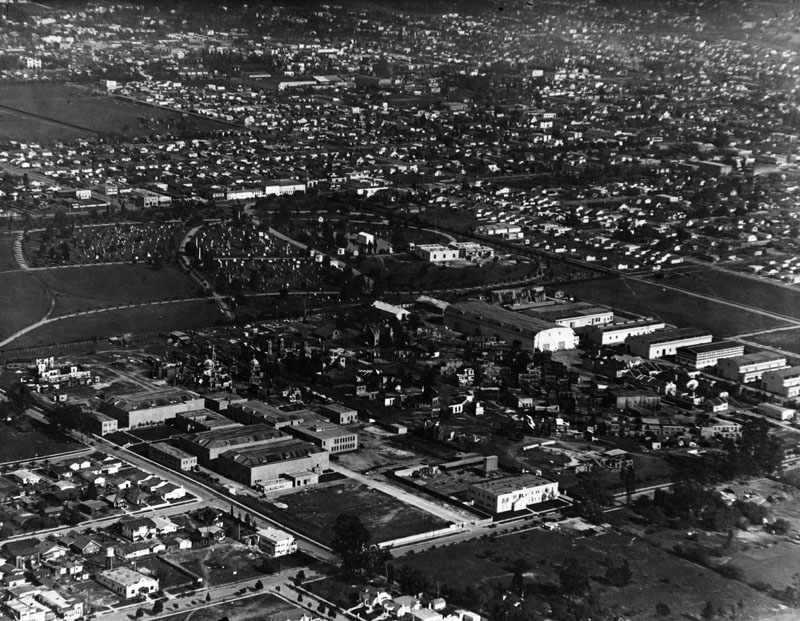
استودیوهای فیلمسازی هالیوود در سال ۱۹۲۲

در سال ۱۹۵۲، سی‌بی‌اس (شبکه) شهر تلویزیونی CBS را در تقاطع بلوار فایرفاکس Firefax و بلوار بورلی ساخت. توسعه سی‌بی‌اس در ناحیه فیرفاکس مرزبندی غیررسمی هالیوود به سمت جنوب را تغییر داد. شعار سی‌بی‌اس برای نمایش‌ها این بود: از شهر تلویزیونی در هالیوود.
در اوایل دهه ۵۰، بزرگراه مشهور هالیوود از لس آنجلس ساخته شد.
پیاده‌روی مشاهیر هالیوود در سال ۱۹۵۸ ساخته شد و اولین ستاره برای ستایش هنرمندانی که در صنعت سرگرمی کار می‌کنند در سال ۱۹۶۰ در آن نصب شد. این افتخار بعدها به ستارگانی می‌رسید که یک عمر فعالیت‌های سینمایی، اجرای تئاتر، رادیو، تلویزیون و موسیقی در کنار همکاری‌های خیریه و مدنی داشتند.
در سال ۱۹۸۵، ناحیه تجاری و تفریحی بلوار هالیوود برای محافظت از ساختمان‌هایش و حصول اطمینان از اینکه گذشته هالیوود به عنوان بخشی از آینده آن حفظ شود، در لیست رسمی آثار تاریخی ملی قرار گرفت.
در ژوئن ۱۹۹۹، ساخت متروی زیرزمینی هالیوود به اتمام رسید که از مرکز شهر به سمت ولی Valley می‌رفت.
کداک تیاتر که در سال ۲۰۰۱ در بلوار هالیوود در خیابان هایلند افتتاح شد، خانه جدید مراسم اسکار شد.

## تجدید حیات
بعد از سال‌ها نقصان و تنزل جدی، هالیوود امروز دستخوش تغییرات و تجدید حیات سریعی با هدف تراکم مدنی در ذهن شده‌است. توسعه بسیاری از طرح‌ها کامل شده‌است و بسیاری هم طرح‌ریزی شده‌اند. هالیوود و مجموعه هایلند که محل استقرار کداک تئاتر هم هست، تشکیلات اصلی برای توسعه منطقه بوده‌است. به علاوه بارهای بیشمار، کلاب‌ها و مشاغل خرده فروشی باز شده‌اند یا در اطراف بلوار هالیوود قرار دارند و به آن اجازه می‌دهند که یکی از نقاط مهم شبانه تمام لس آنجلس شود.

## جمعیت‌شناسی
بر اساس آمارگیری سال ۲۰۰۰، در منطقه هالیوود ۱۶۷٬۶۶۴ نفر زندگی می‌کنند. نسبت نژادی مردم شامل ۴۲٫۸۲٪ سفیدپوست (غیر هیسپانیک)، ۴٫۴۸٪ آمریکایی آفریقایی، ۰٫۶۸٪ آمریکایی بومی، ۸٫۹۸٪ آسیایی، ۰٫۱۲٪ جزیره نشینان اقیانوس آرام، ۲۲٫۲۳٪ از نژادهای دیگر و ۶٫۷۶٪ از دو نژاد یا بیشتر از دو نژادند. ۳۹٫۴۳٪ جمعیت لاتین یا هیسپانیک از هر نژادی هستند. درآمد سرانه ۲۶٬۱۱۹ دلار تخمین زده شده‌بود.

## وقایع ویژه
- جشن سالیانه کریسمس هالیوود: جشن ۲۶ نوامبر ۲۰۰۶، هفتاد و پنجمین سال این جشن بود.
- جشنواره و نمایشگاه فیلم کلاسیک سینه کن Cinecon: خاطرات فیلم‌های کلاسیک، نمایشگاه‌های تخصصی، اشارات و نمایش‌های مؤلفان، و نمایش فیلم همراه با مهمانان مشهور.
- مراسم اسکار.